# Дадакалівка
Дадака́лівка — село в Україні, у Зіньківській міській громаді Полтавського району Полтавської області. Населення становить 0 осіб. До 2020 орган місцевого самоврядування — Власівська сільська рада.
Згідно з даними Власівського сільського голови в селі померла остання жителька.

## Географія
Село Дадакалівка лежить на березі річки Ташань, вище за течією на відстані 1 км розташоване село Власівка, нижче за течією на відстані 2 км — село Троянівка. До села примикає лісовий масив (сосна).

## Походження назви
За легендою, перших поселенців, людей з Поділля, привів на цю землю юний мандрівник. Дорога була довгою, тому, щоб розважати переселенців, хлопець постійно розповідав легенди. За це його прозвали Дадакалом (від подільського діалекту «дадакати» — тобто багато розмовляти), а землю, на яку привів мандрівник — Дадакалівкою.

## Історія
1859 року у власницькому хуторі налічувалось 5 дворів, мешкало 38 осіб (15 чоловічої статі та 23 — жіночої).
У Національній книзі пам'яті жертв Голодомору 1932—1933 років в Україні перелічено 7 жителів села, що загинули від голоду. Місцевий житель Василь Гай (1918 р.н.) так згадує про події:
|  | В той час я був підлітком, якраз ходив до школи — шостої кляси — міста Зіньків, 32-го року. Пам'ятаю одного разу, коли нахлинуло нещастя на наше село Власівка і хутір Дадакалівка і Бочанківка. Бачу іде багато підвозок, а коло них уся управа і активісти нашого села. Оказалось, що вони їдуть викачувати з нашого села хліб. Я всіх їх знав і собі уважав, підслухав — до кого вони їдуть? Сказалося, що вони наш двір, вони мають у плані. Ми пережили голод дуже тяжко з допомогою […] Я переживав у своєї найстаршої сестри і за неї ходив на роботу. Далі — батько засуджений був у 33-му році. Як засуджений? За те, що не схотів мій батько іти і викачувати хліб. Моя родина є бідна, до приходу совєтської власті не мали землі. |

12 червня 2020 року, відповідно до розпорядження Кабінету Міністрів України № 721-р «Про визначення адміністративних центрів та затвердження територій територіальних громад Полтавської області», село увійшло до складу Зіньківської міської громади.
19 липня 2020 року, в результаті адміністративно - територіальної реформи та ліквідації Зіньківського району, село увійшло до складу новоутвореного Полтавського району Полтавської області.

## Населення

### Мова
Розподіл населення за рідною мовою за даними перепису 2001 року:
| Мова       | Кількість | Відсоток |
| ---------- | --------- | -------- |
| українська | 26        | 100%     |